# Adorazione dei Magi (Bosch New York)
L'Adorazione dei Magi è un dipinto a tempera e olio su tavola (71,1x56,5 cm) attribuito a Hieronymus Bosch, databile al 1474 circa e conservato nel Metropolitan Museum of Art di New York.

## Storia
L'opera si trovava nella collezione Lippmann di Berlino quando venne battuta all'asta nel 1912, pervenendo alla collezione Kennedy e da lì al museo newyorkese.
Numerose incertezze hanno riguardato la sua autografia e attribuzione. Se Max Friedländer (1927) la considerò opera giovanile restaurata, Wilenski (1960) e Tolnay (1965) la ritennero opera di bottega più tarda, databile al 1510-1515. Gli stessi curatori del museo l'hanno indicata come pastiche databile al 1550 circa. Nonostante ciò contributi più recenti (Larsen, 1998, e Vermet, 2001) sono ritornati sulle posizioni di Friedländer, vedendovi una delle più antiche opere attribuibili all'artista, pur ammettendo la possibilità di qualche intervento della bottega familiare.
Esiste una copia del dipinto nel Museo Boijmans Van Beuningen di Rotterdam, generalmente ritenuta di bottega, ma attribuita al maestro direttamente da Puyvelde per una mostra a Parigi del 1947; un'altra replica più tarda è nel museo del Brabante del Nord a 's-Hertogenbosch, città natale di Bosch.

## Descrizione e stile
La scena dell'adorazione dei Magi è risolta in maniera centrale, con la Madonna col Bambino che fa da cardine tra san Giuseppe, il bue e l'asinello a sinistra e i tre Magi e tra pastori curiosi affacciati a una finestra della capannuccia (uno che si riscalda le mani a un fuocherello, vera pittura di genere) a destra. Al centro in basso si trova un elegante levriero, il cane da caccia, che probabilmente è da intendersi al seguito dei tre re, mentre a sinistra un'altra finestrella è occupata da un altro uomo che si affaccia, pure un pastore. La capanna è una sorta di castello abbandonato, con una torre cilindrica e muri diroccati, sul quale tre angeli tendono un telone verde per coprire la Sacra Famiglia. Un altro dettaglio vivace è la sporta e il bastone di uno dei pastori di destra lasciati appoggiati sul vicino muretto. La composizione prospettica è impostata "a tunnel", con uno scorcio vertiginoso e un orizzonte particolarmente alto, che, con la profusione dell'oro, farebbe pensare a una datazione piuttosto precoce dell'opera, o comunque legata a stilemi attardati.
Il muro di sfondo rotto permette di lasciare spazio a un'ariosa veduta che si perde in lontananza, popolata da figurette intente a varie attività, da animali e da una lontana città dal profilo azzurrino, offuscata dal pulviscolo atmosferico.
Il cattivo stato di conservazione e la presenza di ridipinture rendono difficile una precisa analisi stilistica. Sono state notate affinità con il Trittico dell'Adorazione dei Magi di Madrid (1485-1500), come la figura del re di colore vestito di bianco, il tettuccio d'ardesia ricoperto di licheni gialli, il ponte con l'albero nello sfondo, i personaggi a cavallo e la coppia di figurine che danza.
La fisionomia della Madonna rimanda ad esempi più olandesi che fiamminghi, come le opere di Geertgen tot Sint Jans, con i suoi capelli dai ricci un po' schematici, fatti con puntini dorati. Anche il paesaggio riecheggia opere della scuola di Haarlem.